# Gräberfeld von Kärrbacka
Das 325 × 20 bis 105 m messende Gräberfeld von Kärrbacka (RAÄ Nr. Adelsö 109:1) befindet sich an der schmalsten Stelle der Insel Björkö, im Mälaren, etwa 800 Meter östlich vom Birka-museet in Ekerö in Uppland in Schweden.
Das Gräberfeld hatte zunächst mehrere Teile: Stora, Lilla und Skog Kärrbacka, die früher zu beiden Seiten der alten Straße nach Grönsö lagen. Heute verläuft die Straße, deren Spuren in den westlichen Teilen des Gräberfeldes noch sichtbar sind, nordöstlich des Gräberfeldes. 
Auf dem zumeist eisenzeitlichen Feld liegen 45 oberirdische Gräber. 26 rechteckige und zehn runde Steinsetzungen von etwa 3,0 bis 10,0 m Durchmesser, vier Treudds, zwei große Grabhügel, zwei etwa 7,0 und 8,0 m lange schiffsförmige Steinsetzungen (schiffsförmige Röser) und eine runde Röse von etwa 20,0 Metern Durchmesser und einer Höhe von etwa zwei Metern. Einige Gräber im östlichen Teil – Stora Kärrbacka – sind ebenfalls groß. Drei der Treudds, deren Seiten etwa 20,0 Meter lang sind, befinden sich ebenso in diesem Teil des Gräberfeldes.
In der Nähe befinden sich der Runenstein von Svartsjö (U 35) und der Hillersjöhällen (U 29).